# Halit Deringör
Halit Deringör (* 17. Juli 1922 in Istanbul; † 14. März 2018) war ein  türkischer Fußballspieler, -trainer und -funktionär. Durch seine langjährige Tätigkeit für Fenerbahçe Istanbul und als Eigengewächs wurde er sehr stark mit diesem Verein assoziiert und auf Vereins- und Fanseiten als eine der wichtigen Persönlichkeiten der Vereinsgeschichte bezeichnet. Er war als Funktionär des türkischen Fußballverbandes und als Vereinsfunktionär bzw. Manager Fenerbahçes tätig. Seit 1964 arbeitete Deringör nebenberuflich als Sportkolumnist und war u. a. für die Tageszeitungen Cumhuriyet und Aydınlık tätig.

## Spielerkarriere

### Verein
Deringör kam im Istanbuler Stadtteil Kadıköy, dem Heimatviertel von Fenerbahçe Istanbul, auf die Welt und begann mit 10 Jahren mit dem Fußballspielen. 1938 wurde er dann in die Nachwuchsabteilung Fenerbahçes geholt. Es dauerte schließlich bis ins Jahr 1941, bis Deringör in den Profikader aufgenommen wurde. Ausschlaggebend für diese späte Beförderung war auch der Umstand, dass zu dieser Zeit ein Gesetz erlassen wurde, das es dem Verein untersagte, Schüler in ihrer A-Mannschaft einsetzen. Nachdem Deringör in der Saison 1941/42 ohne Pflichtspieleinsatz geblieben war, gab er in der Saison 1942/43 am 13. September 1942 in der Partie der İstanbul Ligi (dt. Istanbuler Liga) gegen Süleymaniye Sirkeci SK zum Einsatz und gab damit sein Profidebüt. Da damals in der Türkei keine landesübergreifende Profiliga existierte, existierten stattdessen in den Ballungszentren wie Istanbul, Ankara und Izmir regionale Ligen, von denen die İstanbul Ligi (auch İstanbul Futbol Ligi genannt) als die Renommierteste galt. Deringör absolvierte neun weitere Ligaeinsätze und erzielte dabei sechs Tore. Sein Verein beendete die Saison mit fünf Punkten weit abgeschlagen hinter dem Erzrivalen Beşiktaş Istanbul als Vizemeister. Zudem nahm er mit seinem Team ab März 1943 an der Maarif Mükafatı teil, einer Art als Turnier konzipierte und unregelmäßig veranstaltete nationale Meisterschaft, an der die Mannschaften der drei Großstädte Istanbul, Ankara und Izmir teilnahmen. In diesem Turnier wurde Deringör in 13 von möglichen 14 Spielen eingesetzt, erzielte dabei drei Tore und wurde mit seinem Team Turniersieger.
Nachfolgend war Deringör bis Anfang der 1950er Jahre fester Bestandteil der Mannschaft. Im Frühjahr 1952 wurde die İstanbul Futbol Ligi aufgelöst und in ein professionelles Ligasystem überführt. Fortan existieren die İstanbul Profesyonel Ligi (dt.: Istanbuler Profiliga) und die zweithöchste Spielklasse, die İstanbul İkinci Küme (dt.: Zweite Istanbuler Liga). Fenerbahçe spielte in der Istanbuler Profiliga. Deringör erwog zu dieser Zeit, seine Karriere zu beenden. Da aber die Vereinsführung mit Spielern aus der eigenen Reserve- und Nachwuchsmannschaften eine Revision im Kader durchführen wollte und einige erfahrene Führungsspieler benötigte, behielt sie neben Deringör auch dessen langjährigen Kollegen Fikret Kırcan, Müzdat Yetkiner und Mehmet Ali Has im Kader. Deringör spielte in dieser Mannschaft nur eine Saison und absolvierte in dieser auch nur ein Ligaspiel. Nach dieser Saison beendete er mit 30 Jahren seine Karriere.

### Nationalmannschaft
Deringör begann seine Nationalmannschaftskarriere 1948 mit einem Einsatz im Testspiel gegen die Griechische Nationalmannschaft. Bis zum Winter 1950 absolvierte er vier weitere Partien und erzielte dabei zwei Tore. Da ein großer Teil seiner aktiven Fußballspielerkarriere in die Zeit des Zweiten Weltkrieges gefallen war, wurden elf Jahre lang keine Länderspiele ausgetragen und Kırcan konnte seine Nationalmannschaftskarriere erst 1948 beginnen.
Mit der Türkischen Auswahl nahm Deringör an den Olympischen Sommerspielen 1948 teil, blieb aber während des Turniers ohne Einsatz.

## Trainerkarriere
Neben seinen Tätigkeiten für die staatliche Tabak- und Spirituosenfirma Tekel arbeitete Deringör auch immer wieder als Trainer und war u. a. für Samsunspor und Bursa Acar İdmanyurdu aktiv.

## Funktionärskarriere
Deringör arbeitete nach seiner Spielerkarriere bei Fenerbahçe Istanbul als Vereinsfunktionär und bekleidete unterschiedliche Ämter wie das Amt des Managers.
In den 1970er Jahren war er auch als Vereinspräsident von Tekel Sport Kulübü tätig, dem Betriebssportklub seines Arbeitgebers.
Deringör war Vereinsvorstandmitlied (türkisch: Divan Kurulu) Fenerbahçes aktiv.

## Trivia
- Deringör besuchte das renommierte Istanbuler Haydarpaşa-Gymnasium.
- Deringör begann ab 1948 ein Studium der Tabakverarbeitung (Tütüncülük Yüksek Okulu) und arbeitete ab den 1950er Jahren für die staatliche Tabak- und Spirituosenfirma Tekel.

## Erfolge
Mit Fenerbahçe Istanbul
- Meister der İstanbul Futbol Ligi: 1943/44, 1946/47, 1947/48, 1949/50
- Meister der Maarif Mükafatı: 1943/44
- İstanbul-Pokalsieger: 1944/45
- Premierminister-Pokalsieger: 1944/45, 1945/46
- Bildungsministeriums-Pokalsieger: 1944/45, 1945/46, 1949/50

Mit der Türkischen Nationalmannschaft
- Teilnahme an den Olympischen Sommerspielen: 1948